# Alan Katić
Alan Katić (Bjelovar, 24. svibnja 1970.), je hrvatski kazališni, televizijski i filmski glumac.

## Životopis
Završio je Pravni fakultet u Zagrebu, tri godine radio je u struci ali kasnije se počeo baviti glumom.

## Filmografija

### Televizijske uloge
- "Kumovi" kao Mirko (2024.)
- "San snova" kao ortoped kluba NK Croatia (2023.)
- "Nestali" kao Delon (2020.)
- "Rat prije rata" kao Pitagora (2018.)
- "Novine" kao Dinko Filipović (2016. – 2017.)
- "Crno-bijeli svijet" kao taksist Martin (2016.)
- "Kud puklo da puklo" kao porezni inspektor (2016.)
- "Jugoistočno od Razuma" kao profesor (2013.)
- "Počivali u miru" kao Bernard Dukić (2013.)
- "Larin izbor" kao Nikolin zaposlenik (2012.)
- "Loza" kao ovršitelj (2012.)
- "Pod sretnom zvijezdom" kao Luka (2011.)
- "Miris kiše na Balkanu" kao Levi (2010.)
- "Dolina sunca" kao Kruno "Kroni" (2009. – 2010.)
- "Mamutica" kao Viktor Majić (2009.)
- "Odmori se, zaslužio si" kao vlasnik stana (2008.)
- "Krim tim 2" kao Davor Borović (2007.)
- "Zabranjena ljubav" kao dr. Orešković (2006.)

### Filmske uloge
- "Broj 55" kao Miro (2014.)
- "Kratki spojevi" kao policajac (2013.)
- "Fleke" kao policajac Luka (2011.)
- "Lea i Darija" kao portir Mirko (2011.)
- "Penelopa" kao prosac #8 (2009.)
- "Daša" kao Nijemac (2008.)
- "Zagorka" kao urednik Dogan (2007.)

### Sinkronizacija
- "Klaus" kao Jesperov otac vrhovni upravitelj pošte Johansson (2020.)
- "Rimski gladijatori" kao Domicijan (2018.)
- "Legende o skrivenom hramu" kao Chet (2017.)
- "Vještičji načini" kao Francisco Alonso (2017.)
- "Bella i buldozi" kao gdin. Silverstein (2015.)
- "Henry Opasan" kao Orthov tata / nevidljivi Žac / Ert / dogradonačelnik Willard (S05E03-S05E23) (2015. – 2020.)
- "Cijepanje Adama" kao gdin. Baker (2015.)
- "A Fairly Odd Summer" kao profesor Flatusić (2014.)
- "Ukleta kuća Hathawayovih" kao Clay Bannister, odvjetnik Nelson
- "Sanjay i Craig" kao Peni Peper
- "Super špijunke" kao Alexov tata (2013.)
- "Nicky Deuce" kao gdin. Borelli (2013.)
- "Sofija Prva" kao Baileywick (1. sezona) (2013.)
- "Pingvini s Madagaskara" kao Pervis McSlade (2012.)
- "Arthur Božić" (2011.)
- "Lukavi lisac Renato" kao magarac kancelar Bernard, Pero i kočijaš svinja (2008.)
- "Big Time Rush" kao Hawk
- "Victorious" kao ravnatelj Eikner, Shawn Quincy
- "Spužva Bob Skockani" - sporedni likovi (NET sinkronizacija)
- "iCarly" kao čuvar zatvora, nadzornik Gorman
- "Čudnovili roditelji" kao tamnocrvena brada, gradonačelnik (9./10. sezona), Doug Dimmadome i Sheldon Dinkleberg (10. sezona)
- "Mačkopsina" kao Mačak
- "Smešariki" kao Bigo

## Vanjske poveznice
- Alan Katić u internetskoj bazi filmova IMDb-u (engl.)